# Coracina striata
El oruguero barrado (Coracina striata) es una especie de ave paseriforme de la familia Campephagidae que vive en el sudeste asiático.

## Descripción
El oruguero barrado mide alrededor de 30 cm de largo. El plumaje de su cuerpo es de color gris uniforme, con la única excepción en los machos de un listado blanquecino difuso en la zona del bajo vientre y la base de la cola, mientras que las hembras presentan un llamativo listado blanco y negruzco en todas sus partes inferiores por debajo del pecho. El iris de sus ojos es blanco.

## Distribución y hábitat
Se encuentra en las selvas de la península malaya, las islas Filipinas, Sumatra, Borneo, Bangka, las islas Andamán y otras islas menores circundantes. Aunque la subespecie de las islas Andamán es considerada por algunos una especie aparte, (Coracina dobsoni).